# Габрилян, Геннадий Гарикович
Геннадий Гарикович Габрилян (род. 20 января 1963 года) — российский тренер-преподаватель высшей категории по лёгкой атлетике, заслуженный тренер России (2014).

## Биография
В начале тренерской карьеры работал учителем физкультуры в школе № 5 г. Прохладный, затем — тренером-преподоваталем СДЮСШОР по лёгкой атлетике г. Прохладного, а позже — тренером по лёгкой атлетике ГКУ «Центр спортивной подготовки сборных команд Кабардино-Балкарской Республики».
Геннадий Габрилян был первым учителем физкультуры Марии Ласицкене (в девичестве — Кучина), которую он тренирует с 10 лет. Когда результаты Марии начали расти и необходимо было ездить с ней на соревнования, тренер уволился из школы. За плечами у него на тот момент не было никаких специальных знаний о прыжках в высоту, он изучал технику в том числе по выступлениям известной американской прыгуньи Шанте Лоу.
После переезда Марии в Волгоград в 2010 году, она на протяжении 2 лет тренировалась у Бориса Горькова. Однако, не добившись нужного результата, позже вернулась к тренировкам в родном городе Прохладный под руководством Габриляна, и в дальнейшем благодаря его работе стала мастером спорта международного класса, чемпионкой мира в помещении 2014 года, чемпионкой Европы в помещении 2015 года, трехратной чемпионкой мира (2015, 2017, 2019), заслуженным мастером спорта России, олимпийской чемпионкой (2020).
В работе с Марией, Геннадий Гарикович использует оригинальную методику подготовки спортсменки, полностью исключающую работу со штангой, при этом включающую «тренировку мыслей».
Также среди воспитанников Габриляна ряд других спортсменов — чемпионов региональных соревнований (Южного Федерального округа, Кабардино-Балкарской республики).
В настоящее время Геннадий Гарикович работает тренером по лёгкой атлетике ФГБУ «Центр спортивной подготовки сборных команд России».

## Награды и звания
Орден Дружбы 01.07.2022* 
Почётное звание «Заслуженный тренер России» (2014).
- Почётное звание «Заслуженный работник физической культуры и спорта Кабардино-Балкарской Республики» (2010)[22][23].
- Два диплома Всероссийской федерации лёгкой атлетики за подготовку победителя первенства РФ.
- Диплом Федерального агентства по физической культуре и спорту.
- Диплом Федерального агентства по образованию.
- Диплом Министерства спорта, туризма и молодёжной политики Российской Федерации.
- Награды Министерства спорта Кабардино-Балкарской Республики[24].
- Почётная грамота Кабардино-Балкарской Республики.